# Huskatt

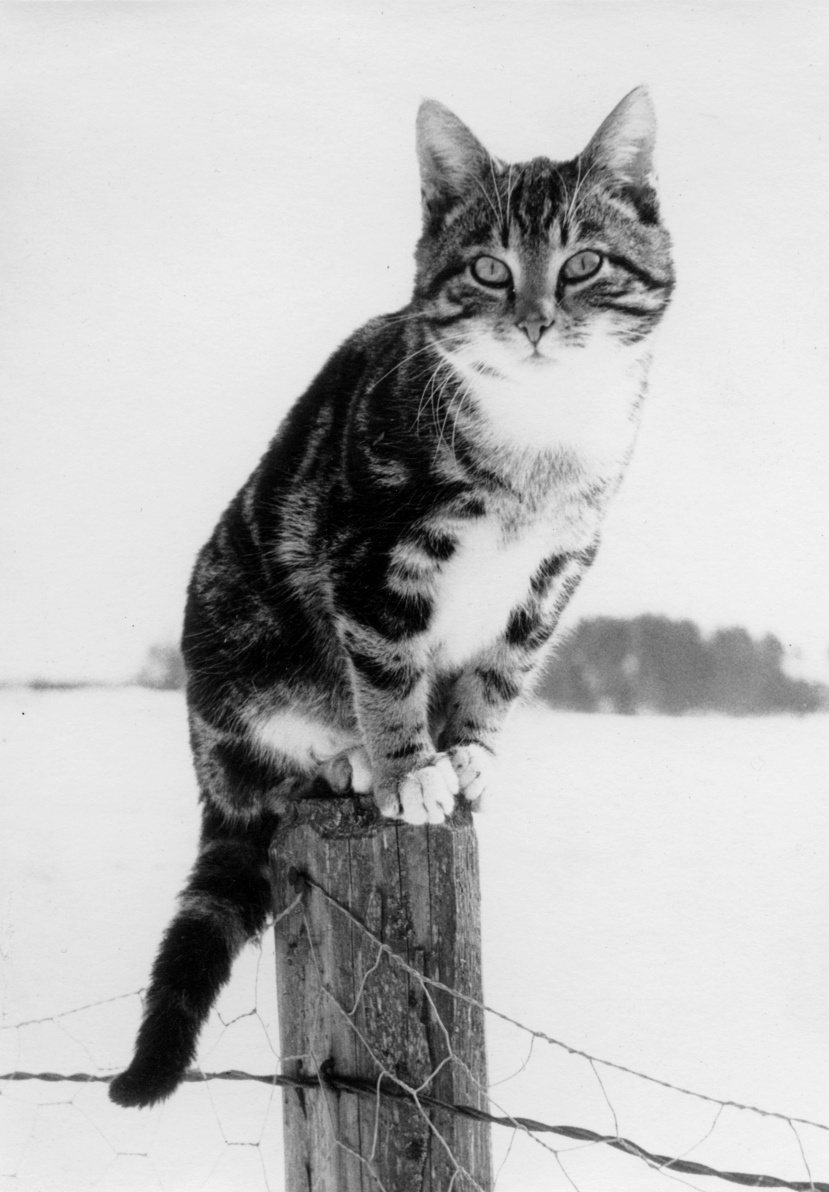
Katten Frans på en stolpe vintertid.

Huskatt, blandraskatt eller bondkatt är de officiella benämningarna på alla de katter som saknar stamtavla, och alltså inte är registrerade i någon kattorganisation. Även om båda föräldrarna är registrerade raskatter så kallas avkomman huskatt om den inte registreras. Motsatsen till huskatt är raskatt.
Huskatten kallas också ofta vardagligt bondkatt, eller felaktigt europé. Den sistnämnda är emellertid en helt egen ras; dagens huskatt är så genetiskt uppblandad att den har ganska litet gemensamt med europén. Huskattens officiella engelska benämning är domestic cat ("tamkatt"),[källa behövs] uppdelad i domestic short-haired cats ("tama korthårskatter") och domestic long-haired cats ("tama långhårskatter").
Huskattens (och alla tamkatters) närmaste förfader är sannolikt den nubiska falbkatten, en nordafrikansk underart av vildkatten.

## Utställning
Huskatter kan ställas ut på kattklubbarnas utställningar i egna klasser, vanligtvis uppdelade i korthåriga och långhåriga. Huskatten bedöms enligt en särskild huskattstandard som främst ser till kondition, kroppsbyggnad och temperament.

## Kastrering av huskatt
Djurskyddsorganisationer arbetar för att förmå huskattägare att kastrera både sina hon- och hankatter för att hålla kattbeståndet nere. Kastrering bör enligt normgruppen vid Sveriges veterinärförbund ske vid lägst fyra månaders ålder.